# Arvid Jansson
Karl Arvid Jansson, född 30 augusti 1895 i Almesåkra socken, död 4 augusti 1978 i Landskrona, var en svensk ingenjör och företagsledare.
Arvid Jansson blev civilingenjör 1918. Efter anställningar som brokonstruktör hos ledande företag i branschen samt assistenttjänstgöring i brobyggnadsteknik med mera vid Tekniska högskolan blev Jansson 1936 överingenjör och chef för konstruktionsavdelningen vid Motala Verkstad. Från 1943 var han verkställande direktör och ledamot av styrelsen för Landsverk i Landskrona. Han tillhörde även styrelsen för detta bolags dotterbolag i Stockholm, Aktiebolaget Raméns patenter.